# M1895 Colt–Browning
A Colt-Browning M1895, apelidada de "potato digger" (escavador de batatas) devido ao seu mecanismo operacional incomum, é uma metralhadora resfriada a ar, alimentada por fita e operada a gás que dispara de um ferrolho fechado e com uma cadência cíclica de 450 tiros por minuto. Baseada em um projeto de 1889 de John Browning e seu irmão Matthew S. Browning, foi a primeira metralhadora operada a gás bem-sucedida a entrar em serviço.

## Desenvolvimento
A arma originalmente tinha câmara para o cartucho 6mm Lee Navy e mais tarde, após a adoção do fuzil Krag–Jørgensen, para o .30-40 Krag, 7×57mm Mauser (o mesmo cartucho usado Mauser modelo 1893 espanhol) e .30-06 Springfield em 1914. A versão de 1914 também incluía um tripé inferior para disparar de bruços; foi provavelmente isso que deu origem ao apelido da arma de "potato digger" (escavador de batatas), já que a alavanca de operação cavaria no solo se fosse disparada de uma posição muito baixa.
A M1895 também foi feita para exportação; os russos encomendaram vários milhares de metralhadoras M1895 em 1914 no calibre 7,62×54mmR para uso na Primeira Guerra Mundial. No calibre .303 British, a M1895/14 entrou em serviço no Reino Unido e na França. A M1895 também foi vendida no calibre 7×57mm Mauser para uso em diversos países da América do Sul.
O método incomum de operação da Colt tinha vantagens e desvantagens em comparação com os projetos de metralhadoras concorrentes da época. A ação repetida operada por alavanca deu à arma uma cadência de tiro relativamente baixa (menos de 400 tiros por minuto). No entanto, a baixa cadência de tiro combinada com um cano pesado também permitiu que a arma fosse refrigerada a ar, resultando em uma metralhadora mais simples, mais leve e mais portátil em comparação com projetos refrigerados a água. Embora os relatos de combate sobre paralisações de ação não fossem incomuns, a maioria delas poderia ser superada alternando manualmente a ação. À medida que os operadores ganharam experiência na operação de uma metralhadora refrigerada a ar, tornou-se evidente que evitar longos períodos contínuos de fogo aumentava materialmente a confiabilidade da arma e a vida útil do cano.

## Operadores
- Austrália
- Bélgica
- Bolívia
- Brasil: Duas metralhadoras foram compradas pela polícia do Maranhão em 1895.[5] Utilizadas pela polícia do Distrito Federal.[6]
- Canadá
- China: 27 foram importadas por Feng Yuxiang[7]
- Espanha
- Tchecoslováquia[8]
- Finlândia
- França
- Grécia
- Honduras[9]
- Reino da Itália: Designada como "Mitragliatrice Colt Modello 1915 calibre 6.5", foi inicialmente fornecida à Regia Marina para equipar torpedeiros e barcos de patrulha. Também foi utilizada pela Brigada Marina San Marco. Após a Batalha de Caporetto, foi fornecida às unidades de infantaria da linha de frente, onde permaneceu em serviço até o fim da guerra. Há fotografias mostrando Colts ainda em serviço na Segunda Guerra Ítalo-Etíope (1935-1936) e nos primeiros dias da Segunda Guerra Mundial, geralmente em missões antiaéreas.[10]
- México
- Reino do Iêmen[11]
- Primeira República das Filipinas
- Polônia
- Paraguai
- Romênia[12]
- Império Russo: 14.850 M1895/1914s foram adquiridas[13]
- Uruguai
- Reino Unido
- Estados Unidos

## Conflitos
- Guerra Hispano-Americana
- Guerra Filipino-Americana
- Levante dos Boxers
- Guerras das Bananas
- Segunda Guerra dos Bôeres
- Revolução Uruguaia de 1904[14][15]
- Revolução Mexicana
- Guerra do Campo de Carvão do Colorado[16]
- Primeira Guerra Mundial
- Revolução Russa de 1917
- Guerra Civil Finlandesa
- Guerra Polaco-Soviética
- Senhores da guerra da China (uso limitado)
- Batalha de Blair Mountain[17]
- Segunda Guerra Civil Hondurenha
- Guerra do Chaco[18]
- Segunda Guerra Ítalo-Etíope
- Guerra Civil Espanhola
- Segunda Guerra Mundial (uso limitado)
- Guerra Civil do Iêmen do Norte[11]